# فردوس کاویانی
فردوس کاویانی کوثرخیزی (۴ مهر ۱۳۲۰ – ۹ مهر ۱۴۰۲) بازیگر سینما، تلویزیون و تئاتر اهل ایران بود. کاویانی دانش‌آموخته سال ۱۳۵۰ رشته بازیگری و کارگردانی از دانشکده هنرهای زیبای دانشگاه تهران بود. وی بازیگری را از سال ۱۳۴۰ در تئاتر آغاز کرد و نخستین حضور خود در سینما را با فیلم تجاوز در سال ۱۳۴۹ تجربه کرد.
از دیگر نقش‌آفرینی‌های وی بازی در مجموعه‌های تلویزیونی پشت کوه‌های بلند، تفنگ سرپر و همسران بود. او برای بازی در فیلم‌های در مسیر تندباد (۱۳۶۷) و جنگجوی پیروز (۱۳۷۷) نامزد سیمرغ بلورین بهترین بازیگر نقش مکمل مرد شد. در ۲۶ تیر ۱۳۹۸ مراسم نکوداشت فردوس کاویانی در حالی در خانه سینمای ایران برگزار شد که او به دلیل کسالت در مراسم حضور نداشت.

## زندگی و حرفه
فردوس کاویانی کوثرخیزی در ۴ مهر ۱۳۲۰ در کرمان زاده شد. او پیرو دین زرتشت بود. کاویانی از کودکی به بازیگری علاقه داشت و پس از پایان دورهٔ ابتدایی، به تهران رفت و برای چند سال در فروشگاه پارچه کار کرد. او پس از دریافت دیپلم، در بورسیه‌ای شرکت کرد و به آلمان رفت. کاویانی در رشته شیمی در برلین آموزش دید. اما آن را نیمه‌کاره رها کرد و در سال ۱۳۴۰ به ایران بازگشت. کاویانی دانش‌آموختهٔ رشتهٔ بازیگری و کارگردانی از دانشکده هنرهای زیبای دانشگاه تهران بود و در سال ۱۳۵۰ از این دانشکده فارغ‌التحصیل شد. او با مهین کاویانی ازدواج کرد و دو فرزند داشت.
فردوس کاویانی در طول دوران کاری خود در نمایش‌هایی همچون بالماسکه دزدان، سلطان مار، سهراب و اسب و سنجاقک، آهسته با گل سرخ، مرگ تصادفی یک آنارشیست (کارگردان) و شهر قصه بازی کرده و یکی از آخرین تجربه‌های حضور او روی صحنه، به نمایش تانگوی تخم مرغ داغ به کارگردانی هادی مرزبان در سال ۱۳۹۳ برمی‌گردد. کاویانی حضور پررنگ‌تری در عرصهٔ سینما داشت و نخستین‌بار کار خود را در سال ۱۳۴۹ با فیلم تجاوز به کارگردانی حمید مصداقی آغاز کرد. او طی فعالیت در سینما در فیلم‌های برجسته‌ای همچون اجاره‌نشین‌ها، هامون، میکس و نارنجی‌پوش از آثار داریوش مهرجویی، جایی برای زندگی به کارگردانی محمد بزرگ‌نیا و ساوالان به کارگردانی یداللّه صمدی نقش‌آفرینی کرد.
مجموعهٔ دوازده قسمتی محله برو بیا (۱۳۶۲) به نویسندگی بیژن بیرنگ از شبکه دو یکی از نخستین مجموعه‌های تلویزیونی کودکانهٔ پس از انقلاب ۱۳۵۷ بود که مورد توجه مخاطبان تلویزیون قرار گرفت. کاویانی یکی از نقش‌های این مجموعه را داشت. موفقیت کار کاویانی با بیژن بیرنگ در دههٔ ۱۳۷۰ با مجموعه تلویزیونی همسران (۱۳۷۳) ادامه یافت. کاویانی در این مجموعه تلویزیونی نقش کمال که صاحب یک گاوداری بود بازی کرد و به یکی از به ماندگارترین نقش‌های او تبدیل شد.
کاویانی بیشتر در نقش مکمل فیلم‌ها ظاهر شد. یکی از این نقش‌ها مش مهدی در فیلم اجاره‌نشین‌ها (۱۳۶۵) ساختهٔ داریوش مهرجویی بود. در دومین همکاری کاویانی با مهرجویی در فیلم بانو او در نقش کرمعلی، سرایدار و باغبان ویلای مریم‌بانو (با بازی بیتا فرهی) ظاهر شد. این فیلم در سال ۱۳۷۰ ساخته شد. اما تا سال ۱۳۷۷ به آن اجازه نمایش در سینماهای ایران داده نشد.
بازی در مجموعه تلویزیونی آژانس دوستی یکی دیگر از نقش‌های برجسته و ماندگار کاویانی بود. این مجموعه تلویزیونی شصت قسمتی در سال ۱۳۷۷ از شبکه یک پخش شد. کاویانی در این سریال، نقش اول فردوس تهرانی را داشت
بازیگری کاویانی در در فیلم سگ‌کشی، نقطهٔ عطفی در کارنامهٔ هنری او به‌شمار می‌رفت.
او در دههٔ ۱۳۹۰ پیشنهاد بازیگری کمتری می‌گرفت و در سال‌های آخر زندگی خانه‌نشین بود. آخرین حضور سینمایی او، بازی در فیلم ساکن خانه چوبی (۱۳۹۱) و آخرین فعالیت او در تئاتر، حضور در نمایش تانگوی تخم‌مرغ داغ به کارگردانی هادی مرزبان بود که در سال ۱۳۹۳ که در تالار وحدت اجرا شد.
کاویانی پس از مدت زیادی دوری از محافل هنری، در جشن بازیگران تئاتر در ۱۶ اردیبهشت ۱۳۹۶ با چهره‌ای لاغر و دستانی لرزان حضور یافت. وی که با گام‌هایی آرام می‌توانست راه برود و گویا از بیماری پارکینسون و ضعف شدید جسمانی رنج می‌برد، در شرایطی که سخن گفتن برایش سخت به نظر می‌رسید، فقط گفت: «امروز خیلی خوشحالم».

## درگذشت
فردوس کاویانی در ۹ مهر ۱۴۰۲ در منزلش در تهران درگذشت. گفته می‌شود که او در سال‌های پایانی زندگی خود مبتلا به بیماری پارکینسون بوده‌است. مراسم خاکسپاری وی در ۱۱ مهر ۱۴۰۲ در خانه هنرمندان ایران برگزار شد و جسد او در آرامگاه زرتشتیان تهران دفن شد.

## فیلم‌شناسی

### سینما
| سال  | نام فیلم           | کارگردان           |
| ---- | ------------------ | ------------------ |
| ۱۳۹۱ | ساکن خانه چوبی     | حسینعلی لیالستانی  |
| ۱۳۹۰ | نارنجی‌پوش          | داریوش مهرجویی     |
| ۱۳۸۷ | کلانتری غیرانتفاعی | یدالله صمدی        |
| ۱۳۸۳ | جایی برای زندگی    | محمد بزرگ‌نیا       |
| ۱۳۷۹ | سگ‌کشی              | بهرام بیضایی       |
| ۱۳۷۸ | میکس               | داریوش مهرجویی     |
| ۱۳۷۷ | جنگجوی پیروز       | مجتبی راعی         |
| ۱۳۷۶ | مردان آنجلس        | فرج‌الله سلحشور     |
| ۱۳۷۴ | سفر پرماجرا        | سیامک اطلسی        |
| ۱۳۷۳ | دل و دشنه          | مسعود جعفری جوزانی |
| ۱۳۷۲ | جادهٔ عشق           | رجب محمدین         |
| ۱۳۷۲ | همهٔ دختران من      | اسماعیل سلطانیان   |
| ۱۳۷۱ | یک مرد یک خرس      | مسعود جعفری جوزانی |
| ۱۳۷۰ | بانو               | داریوش مهرجویی     |
| ۱۳۷۰ | سیرک بزرگ          | اکبر خواجویی       |
| ۱۳۶۹ | سایهٔ خیال          | حسین دلیر          |
| ۱۳۶۸ | دخترک کنار مرداب   | علی ژکان           |
| ۱۳۶۸ | ساوالان            | یدالله صمدی        |
| ۱۳۶۷ | در مسیر تندباد     | مسعود جعفری جوزانی |
| ۱۳۶۶ | بهار در پاییز      | مهدی فخیم‌زاده      |
| ۱۳۶۶ | یاد و دیدار        | رجب محمدین         |
| ۱۳۶۵ | اجاره نشین‌ها       | داریوش مهرجویی     |
| ۱۳۶۳ | آن سفرکرده         | احمد نیک‌آذر        |
| ۱۳۶۲ | پرونده             | مهدی صباغ‌زاده      |
| ۱۳۶۰ | رسول پسر ابوالقاسم | داریوش فرهنگ       |
| ۱۳۵۹ | چوپانان کویر       | حسین محجوب         |
| ۱۳۵۲ | شهر قصه            | منوچهر انور        |
| ۱۳۴۹ | تجاوز              | حمید مصداقی        |

### تلویزیون

#### مجموعه‌های تلویزیونی
| سال       | نام                      | سمت          | کارگردان                                                   | توضیحات                                                      |
| --------- | ------------------------ | ------------ | ---------------------------------------------------------- | ------------------------------------------------------------ |
| ۱۳۹۱      | هفت‌سین                   | بازیگر       | یدالله صمدی                                                | پخش در نوروز ۱۳۹۲ از شبکه ۲                                  |
| ۱۳۸۸–۱۳۹۱ | پشت کوه‌های بلند          | بازیگر       | امرالله احمدجو                                             | شبکه ۳                                                       |
| ۱۳۸۸      | پرانتز باز               | بازیگر       | کیومرث پوراحمد                                             | شبکه تهران                                                   |
| ۱۳۸۸      | مدرسه ما                 | بازیگر       | داریوش یاری                                                | شبکه ۲                                                       |
| ۱۳۸۷      | غذا حاضر است             | بازیگر       | سید محمدابراهیم مجرد                                       | شبکه ۱                                                       |
| ۱۳۸۴      | سرزمین مادری             | بازیگر       | جواد روستایی                                               | محصول صدا و سیمای استان مرکزی                                |
| ۱۳۸۴      | مرده متحرک               | بازیگر       | رضا کریمی                                                  | شبکه ۱                                                       |
| ۱۳۸۳      | شبی از شب‌ها              | بازیگر       | رضا کریمی                                                  | شبکه ۳                                                       |
| ۱۳۸۲      | خانه امید                | بازیگر       | علی بیابانی                                                | در برنامه سیمای خانواده پخش می‌شد.                            |
| ۱۳۸۱      | حامی                     | بازیگر       | بهمن زرین‌پور                                               |                                                              |
| ۱۳۸۱      | باران عشق                | بازیگر مهمان | فریدون حسن‌پور احمد امینی                                   | شبکه تهران                                                   |
| ۱۳۷۷–۱۳۸۱ | تفنگ سرپر                | بازیگر       | امرالله احمدجو                                             | شبکه ۱                                                       |
| ۱۳۷۵–۱۳۷۸ | آژانس دوستی              | بازیگر       | فرامرز قریبیان احمد زینال‌زاده مجید جعفری احمد رمضان‌زاده    | شبکه ۱                                                       |
| ۱۳۷۶–۱۳۷۷ | طنز                      | مجری         | محمدحسین سپهری                                             | شبکه ۳                                                       |
| ۱۳۷۶      | یک مرد آبی               | بازیگر       | محسن شاه‌محمدی                                              | از برنامه سیمای خانواده پخش می‌شد.                            |
| ۱۳۷۵      | کلاس اولی‌ها              | بازیگر       | فریال بهزاد                                                | برنامه کودک و نوجوان شبکه ۱                                  |
| ۱۳۷۴      | در چهارچوب مقررات        | بازیگر       | داریوش مؤدبیان                                             | شبکه ۱                                                       |
| ۱۳۷۳      | همسران                   | بازیگر       | مسعود رسام بیژن بیرنگ                                      | شبکه ۲                                                       |
| ۱۳۷۰      | قصه‌های پدر و پسر         | بازیگر       | فریال بهزاد                                                | در برنامه کودک شبکه یک پخش می‌شد.                             |
| ۱۳۷۰      | مش خیرالله صندوقچه اسرار | بازیگر       | داریوش مؤدبیان حسین فردرو                                  | بازی در اپیزودهای «جامهٔ عمل» و «شتر و پنبه دانه»             |
| ۱۳۶۵      | راویان اخبار             | بازیگر       | داریوش مؤدبیان هوشنگ توکلی رضا بابک مرضیه برومند حمید جبلی | بازی در اپیزود «سه روایت» کارگردان تلویزیونی: «اسدالله ایمن» |
| ۱۳۶۴      | آئینه                    | بازیگر       | غلامحسین لطفی                                              | شبکه ۱                                                       |
| ۱۳۶۴      | طنزآوران جهان            | بازیگر       | داریوش مؤدبیان حسین فردرو                                  |                                                              |
| ۱۳۶۴      | قصه‌ای به‌نام دارو         | بازیگر       | هوشنگ آزادی‌ور                                              | شبکه ۱                                                       |
| ۱۳۶۳      | محله بهداشت              | بازیگر       | داریوش مؤدبیان حسین فردرو                                  |                                                              |
| ۱۳۶۲      | محله برو بیا             | بازیگر       | داریوش مؤدبیان                                             | در سال ۱۳۶۲ روزهای پنجشنبه از شبکه دو سیما پخش می‌شد.         |

#### تله‌فیلم
| سال  | نام            | کارگردان         | توضیحات |
| ---- | -------------- | ---------------- | ------- |
| ۱۳۸۸ | چشم‌های نامحسوس | سید محسن موسویان | شبکه ۱  |
| ۱۳۸۶ | اگر تو نبودی   | فلورا سام        | شبکه ۲  |

#### تله‌تئاتر
| سال       | نام                        | سِمت      | کارگردان                    | توضیحات |
| --------- | -------------------------- | -------- | --------------------------- | --- |
| ۱۳۸۸      | پرواز از فراز تیر چراغ برق | بازیگر   | محمدرضا اجاقی               | کارگردان تلویزیونی: «محمود رضایی»                                                                                     |
| ۱۳۸۵      | بی‌مقدمه                    | بازیگر   | حسین کیانی                  | کارگردان تلویزیونی: «افشین اربابی»                                                                                    |
| ۱۳۸۴      | ببر گرازدندان              | بازیگر   | هادی مرزبان                 | در سال ۱۳۸۵ از شبکه ۴ پخش شد.                                                                                         |
| ۱۳۸۰      | خانه ارواح                 | بازیگر   | هادی مرزبان                 | کارگردان تلویزیونی: «مسعود فروتن»                                                                                     |
| ۱۳۷۶      | شبی دیگر                   | بازیگر   | همایون شهنواز               | یک برنامهٔ نمایشی ۳۰ دقیقه‌ای که هر شب از شبکهٔ ۳ کاویانی در نقش «پدر» و شهرزاد عبدالمجید در نقش دخترش هنرنمایی می‌کردند. |
| ۱۳۷۲      | فیزیکدان‌ها                 | بازیگر   | رضا کرم‌رضایی                | شبکه ۲ نویسنده: «فریدریش دورنمات» کارگردان تلویزیونی: «مهتاج نجومی»                                                   |
| ۱۳۶۴      | قصه‌ای به‌نام دارو           | بازیگر   | هوشنگ آزادی‌ور               | شبکه ۱ |
| ۱۳۶۳–۱۳۶۴ | شهردار                     | کارگردان | فردوس کاویانی               | |
| ۱۳۶۱      | شیطان در تاریکی            | بازیگر   | داریوش مؤدبیان              | کارگردان تلویزیونی: «گیتی جوادی»                                                                                      |
| ۱۳۶۱      | همشهری                     | بازیگر   | جهانگیر الماسی سیاوش طهمورث | کارگردانان تلویزیونی: «مسعود فروتن» «حسین فردرو»                                                                      |

## تئاتر
- سفارتخانه مروژک (اثر اسلاومیر مروژک) ۱۳۶۸ (کارگردان)
- تانگوی تخم مرغ داغ، تالار وحدت ۱۳۹۳